# Bartosz Zrajkowski
Bartosz Zrajkowski (ur. 30 kwietnia 1986) – polski siatkarz, grający na pozycji rozgrywającego. Od sezonu 2021/2022 występuje w drużynie Olimpia Sulęcin.